# 小籽口药花
小籽口药花（学名：Jaeschkea microsperma）为龙胆科口药花属下的一个种。